# Abd as-Salam ad-Dabadżi
Abd as-Salam ad-Dabadżi (arab. ‏عبد السلام الدبجي‎, ʿAbd as-Salām ad-Dabaǧi, ur. 24 kwietnia 1979 w Gazie) – palestyński lekkoatleta specjalizujący się w biegach średniodystansowych i długodystansowych.
Reprezentował Palestynę na letnich igrzyskach olimpijskich 2004 odbywających się w Atenach w biegu na 800 metrów. W eliminacjach z czasem 1:53,86 zajął ostatnie, ósme miejsce w swojej grupie i tym samym odpadł z olimpijskiej rywalizacji.
Rekordy życiowe
- 800 metrów: 1:50,5 (6 września 2003, Amman, Jordania)
- 800 metrów (w hali): 1:53,48 (5 marca 2004, Sportaréna, Budapeszt, Węgry)
- Półmaraton: 1:11:42 (1 stycznia 2001)